# NGC 2454
NGC 2454 è una galassia a spirale situata nella costellazione dei Gemelli, a una distanza di circa 243 milioni di anni luce dalla nostra Via Lattea.

## Scoperta
La galassia è stata scoperta il 19 gennaio 1874 dall'astronomo francese Édouard Stephan.

## Descrizione
Il database SIMBAD la classifica come galassia LINER, cioè una galassia il cui nucleo presenta uno spettro di emissione caratterizzato da larghe righe di atomi debolmente ionizzati.